# كلايتون بوفورد
كلايتون بوفورد (بالإنجليزية: Clayton Beauford)‏ هو لاعب كرة قدم أمريكية أمريكي، ولد في 1 مارس 1963 في بالاتكا في الولايات المتحدة.

## وصلات خارجية
- كلايتون بوفورد على موقع مرجع كرة القدم المحترفة.كوم (الإنجليزية)